# José Ríos
José Antonio Ríos Reina (ur. 10 maja 1990 w Sewilli) – hiszpański piłkarz występujący na pozycji obrońcy w UE Llagostera.